# Покров (Рыбинский район)
Покров — село в Покровского сельского поселения Рыбинского района Ярославской области. Традиционно администрация и поселение называются по этому селу, однако сейчас административный центр находится в соседнем посёлке Искра Октября, и только почтовое отделение пребывает в Покрове.

## Общие сведения
Село расположено на автомобильной дороге Р104 в семи километрах от Рыбинска. На участке Углич—Рыбинск, между деревней Дорожная (в сторону Углича) и посёлком Искра Октября (в сторону Рыбинска). В селе, севернее дороги, протекает река Коровка. Непосредственно к селу примыкают, отделенные только рекой деревни Новая, Малое и Большое Кстово. Из Покрова в Новую ведёт асфальтированная дорога с мостом. На восток от Покрова расположены деревня Ивановское.

## Население
| 1859 | 1914 | 2002 | 2007 | 2010 |
| ---- | ---- | ---- | ---- | ---- |
| 13   | →13  | ↗232 | ↗242 | ↘212 |

Село Покров построено при кладбище известном с 1627—1629 годов. В селе расположена Покровская церковь с большим кладбищем. Храм освятили в честь праздника Покрова Божей Матери. Церковь эта не закрывалась в годы Советской власти, поэтому приобрела значение не только для традиционного сельского прихода, но и для жителей Рыбинска и многих деревень вдоль дороги Р-104, в частности прихожан закрытой церкви в селе Николо-Корма. В годы Советской власти в сильно выросшем городе Рыбинске были открыты новые кладбища, но они не имели церквей, поэтому многие горожане стремились похоронить своих близких на Покровском кладбище, в «освященной земле». Известно, что возводить каменную церков стали в 1791 году. Церковь эта является памятником архитектуры, построена в 1794 г., видимо тогда село и получило современное название. Инициатором стройки выступил местный землевлоделец Афанасий Иванович Чириков. На кладбище имеется захоронение времён Великой Отечественной войны, в нём похоронены лётчики из располагавшихся в окрестностях села аэродромов. На могиле установлен памятник, объявленный памятником истории и культуры.
На плане Генерального межевания Рыбинского уезда 1792 года обозначен Погостъ, что в Полозове. Там же южная часть села обозначена как деревня Гладкоя.
Имеется как традиционная застройка, рубленные избы, но имеются и многоквартирные дома, построенные в 60-80 годы XX века. Численность постоянного населения на 1 января 2007 года 242 человека.
Село — конечный пункт пригородного рыбинского автобуса. Межрайонные автобусы по автомобильной дороге Р-104 Углич-Рыбинск связывают село с Мышкиным и Угличем. Администрация сельского поселения, школа (которая носит традиционное название Покровской) и центр врача общей практики находится в посёлке Искра Октября (по дороге в сторону Рыбинска). В селе имеются магазины и кафе.
В селе находится почтовое отделение, обслуживающее в селе дома на шести улицах: Молодёжная (7 домов), Октябрьская (32 дома), Рабочая (15 домов), Рыбинская (22 дома), Советская (11 домов), Совхозная (8 домов). Кроме того, почтовое отделение обслуживает ряд населённых пунктов поселения: Арефино, Бараниха, Большое Заболотье, Большое Кстово, Великий Мох, Воробьевка, Выездкино, Глазатово, Голубино, Гурьево, Демихово, Дорожная, Дружба, Дурдино, Житницино, Ивановское, Исанино, Кликуново, Коржавино, Ларинское, Липки, Малое Кстово, Малыгино, Мартино, Мешково, Мильково, Михалёво, Нелюбовское, Новая,Овсянниково, Окулово, Орловка, Погорелка, Прокошево, Пчелье, Раменье, Сидорово, Сонино, Стрижово, Суворово, Сухино, Тарбино, Тепляково, Тимановское, Тяпкино, Юркино.

## Известные жители
- Чириков, Афанасий Иванович (1720—1794) — действительный статский советник, правитель Олонецкого наместничества.